# Ariadna Farrés Basiana
Ariadna Farrés Basiana (Barcelona, Catalunya, 3 de setembre de 1981) és una matemàtica catalana que treballa a la NASA.
Llicenciada en Matemàtiques per la Universitat Autònoma de Barcelona i doctorada en Matemàtica aplicada per la Universitat de Barcelona l'octubre de 2009, amb la tesi Contribucions a la dinàmica d’una vela solar en el sistema Terra-Sol, Ariadna Farres s'ha especialitzat en l'astrodinàmica i la mecànica celeste. Va realitzar una estada postdoctoral de dos anys a l'Institut de mécanique céleste et de calcul des éphémérides (IMCCE) de l'Observatori de la Universitat de Paris integrada al grup de recerca del conegut astrònom Jacques Laskar. I va treballar a l'Institut de Mathématiques de Bourgogne en el disseny de missions espacials, dins del projecte Astronomical and geophysical constraints from the sedimentary record, al costat de físics, matemàtics i informàtics de diverses universitats, amb l'objectiu de trobar evidències sobre el comportament caòtic de l'evolució orbital de la Terra a partir de dades geològiques.
Farrés ha dedicat part de la seva carrera científica a estudiar el comportament de les veles solars al sistema Terra-Sol, descrivint el moviment natural d'aquestes naus espacials i estudiant en quin tipus de missions poden ser utilitzades. També forma part d'un projecte que investiga el modelatge de pressió de radiació solar per a la missió WFIRST. Actualment, treballa al Goddard Space Flight Center de la NASA, com a experta en l'impacte que la pressió de la radiació solar té en les òrbites del punt d'alliberament, estudiant com minimitzar el cost de les maniobres de manteniment de l'estació. També col·labora amb l'Institut de Heliofísica Planetària Goddard, a Greenbelt a Maryland, als Estats Units, donant suport a les missions James Webb Space Telescope i al Nancy Grace Roman Space Telescope.
L'any 2006 la Societat Catalana de Matemàtiques li atorgà el Premi Évariste Galois pel seu treball "Solar Sailing al Sistema Terra-Luna".
El setembre de 2021, gràcies al projecte ‘Equilibris en l'espai’, fou la guanyadora del primer premi del jurat en el concurs ‘Tu investigación en 3 minutos’, organitzat per ECUSA (Españoles Científicos en USA) amb el suport de la Fundació Ramón Areces. En aquest treball, Farrés explica de forma entenedora els equilibris en l'espai a través de les matemàtiques, on posa en relleu les maniobres d'un satèl·lit i ho compara amb els equilibris d'una pilota de bàsquet a la mà.
Farrés fou una de les nou científiques participants en el Projecte Hypatia I. A l'abril del 2023, Farrés, juntament amb Mariona Badenas-Agustí, Carla Conejo González, Laia Ribas, Núria Jar, Neus Sabaté, Anna Bach, Helena Arias i Cesca Cufí-Prat s'instal·là durant dues setmanes a la Mars Desert Research Station, ubicada a Hanksville, Utah, per simular i estudiar les condicions de Mart des d'un paisatge geològicament similar.El 16 de juny, un cop finalitzat l'estudi, La Fundació Catalunya-La Pedrera organitzà un esdeveniment col·laboratiu on les tripulants presentaren els resultats del projecte. Al juliol del 2023 s'anuncià el Projecte Hypatia II pel 2025.